# Jurgen Mattheij
Jurgen Mattheij, né le 1er avril 1993 à Rotterdam aux Pays-Bas, est un footballeur néerlandais qui évolue au poste de défenseur central.

## Biographie

### Excelsior Rotterdam
Né à Rotterdam aux Pays-Bas, Jurgen Mattheij est notamment formé au Sparta Rotterdam avant de poursuivre sa formation à l'Excelsior Rotterdam. Il joue son premier match en professionnel avec ce club, le 29 octobre 2011, lors d'une rencontre d'Eredivisie face au RKC Waalwijk. Il entre en jeu ce jour-là à la place de Kevin Jansen et son équipe s'impose par un but à zéro.

### Spara Rotterdam
Après la relégation de l'Excelsior à l'issue de la saison 2018-2019, Jurgen Mattheij quitte le club et signe un contrat d'un an en faveur du Sparta Rotterdam le 14 juin 2019, faisant son retour dans un club où il a notamment été formé.
Mattheij marque son premier but pour le Sparta Rotterdam le 24 novembre 2019 face au Vitesse Arnhem, en championnat. Titulaire, il ouvre le score de la tête et contribue à la victoire de son équipe (2-0 score final).

### CSKA Sofia
Le 15 juin 2020, Jurgen Mattheij rejoint la Bulgarie pour s'engager librement en faveur du CSKA Sofia.
Mattheij joue son premier match sous ses nouvelles couleurs le 7 août 2020, lors de la première journée de la saison 2020-2021 de première division bulgare, face au CSKA 1948. Il est titularisé et les deux équipes se neutralisent (2-2 score final).
Le 19 mai 2021, Mattheij est titulaire lors de la finale de la coupe de Bulgarie face au FK Arda Kardjali. Son équipe s'impose par un but à zéro et il remporte ainsi le premier trophée de sa carrière,.
Le 8 novembre 2021, Mattheij se fait remarquer lors d'un match de championnat face au CSKA 1948 en marquant un but d'une frappe lointaine d'environ quarante mètres, terminant sa course en pleine lucarne et permettant à son équipe de s'imposer (1-0),.

### Retour au Excelsior Rotterdam
En janvier 2025, Jurgen Mattheij fait son retour au Excelsior Rotterdam pour un contrat courant jusqu'à la fin de la saison. Le transfert est annoncé le 30 décembre 2024.

## Palmarès
CSKA Sofia
- Coupe de Bulgarie (1) :
  - Vainqueur : 2020-21.